# Voor Onze Duurste Panden

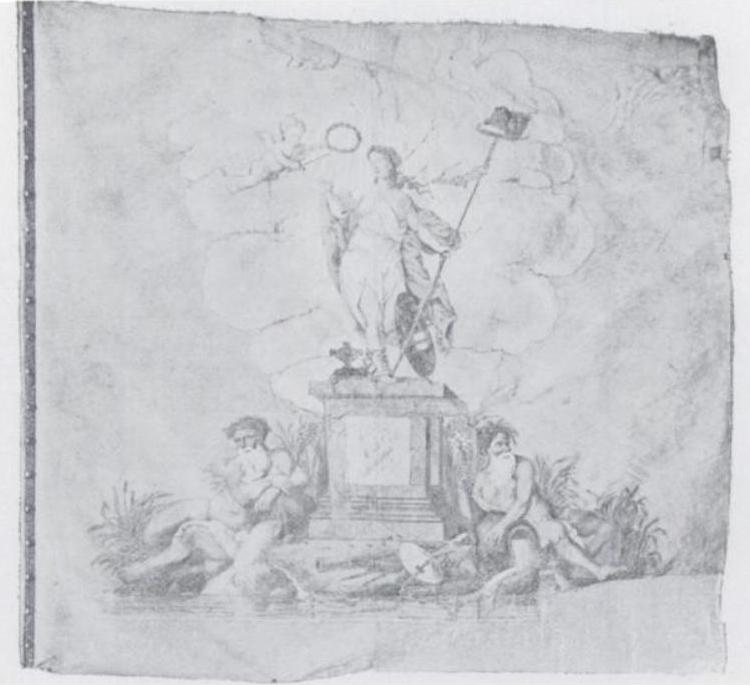
Vaandel van het vrijcorps VODP: Luister der Vrijheid door de Burger Wapen Oeffening

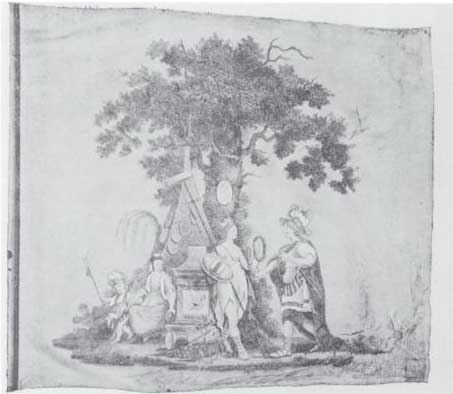
Vaandel van het vrijcorps VODP: Het Loon der Burger Trouw

Voor Onze Duurste Panden (VODP) is het Groningse vrijcorps dat opgericht is in 1785. 

## Geschiedenis
Bij de oprichting van het corps speelden drie Groninger vrijmetselaars een belangrijke rol: de broers Jan en Tonco Modderman en Scato Trip; de aanwezigheid van de vrijmetselaren binnen VODP heeft waarschijnlijk een matigende invloed op het corps gehad. Vooraanstaande Groningers schonken aanzienlijke bedragen na de oprichting van het corps, maar ook de Groninger raad doneerde honderd ducatons. Tot dit patriotse genootschap behoorden kooplieden, academici, voorlieden van de gilden en ambtenaren. Het vrijcorps bestond naast de Groningse schutterij en werkte daarmee zelfs samen.

## Uniform, vaandels en onderscheidingskleuren
- Het uniform dat men droeg was een blauwe rok en kamizool en een zwarte broek. De kleuren zwart en blauw waren de 'patriottenkleuren'.
- Het corps had twee vaandels vol met patriottische symbolen; het ene vaandel had als thema Luister der Vrijheid door de Burger Wapen Oeffening, het andere vaandel het Loon der Burger Trouw.[2]
- De onderscheidingskleuren van het corps waren wit en groen: de kleuren van de stad Groningen.

## Vrijheidsboom
Na de Franse inval in 1794/1795 kregen de patriotten ook in Groningen het voor het zeggen. In triomftocht werd op 13 februari 1795 een boom uit het Sterrebos gehaald. Bij de Korenbeurs werd de boom versierd door de notabelen en vervolgens werd deze in optocht, onder escorte van het exercitiegenootschap Voor Onze Duurste Panden in volle wapenuitrusting, naar de Grote Markt gebracht.